# 守備率
守備率（英語：Fielding Percentage，縮寫），是棒球統計的數據之一，即刺殺、助殺之合計除以守備機會（刺殺、助殺、失誤的合計數）。守備率越高代表野手的失誤比率較低，不同守位在守備率的指標皆有所不同，比較守備率時不應在不同守位上直接比較。
{\displaystyle FPCT={\frac {PO+A}{PO+A+E}}}
- PO：刺殺
- A：助殺
- E：失誤